# Liste der Monuments historiques in Saint-Maximin (Oise)
Die Liste der Monuments historiques in Saint-Maximin (Oise) führt die Monuments historiques in der französischen Gemeinde Saint-Maximin auf.

## Liste der Bauwerke
| Bezeichnung       | Beschreibung              | Standort | Kennzeichnung | Schutzstatus | Datum | Bild           |
| ----------------- | ------------------------- | -------- | ------------- | ------------ | ----- | -------------- |
| Kirche St-Maximin | Erbaut im 12. Jahrhundert | (Lage)   | PA00114869    | Inscrit      | 1926  | weitere Bilder |

## Liste der Objekte

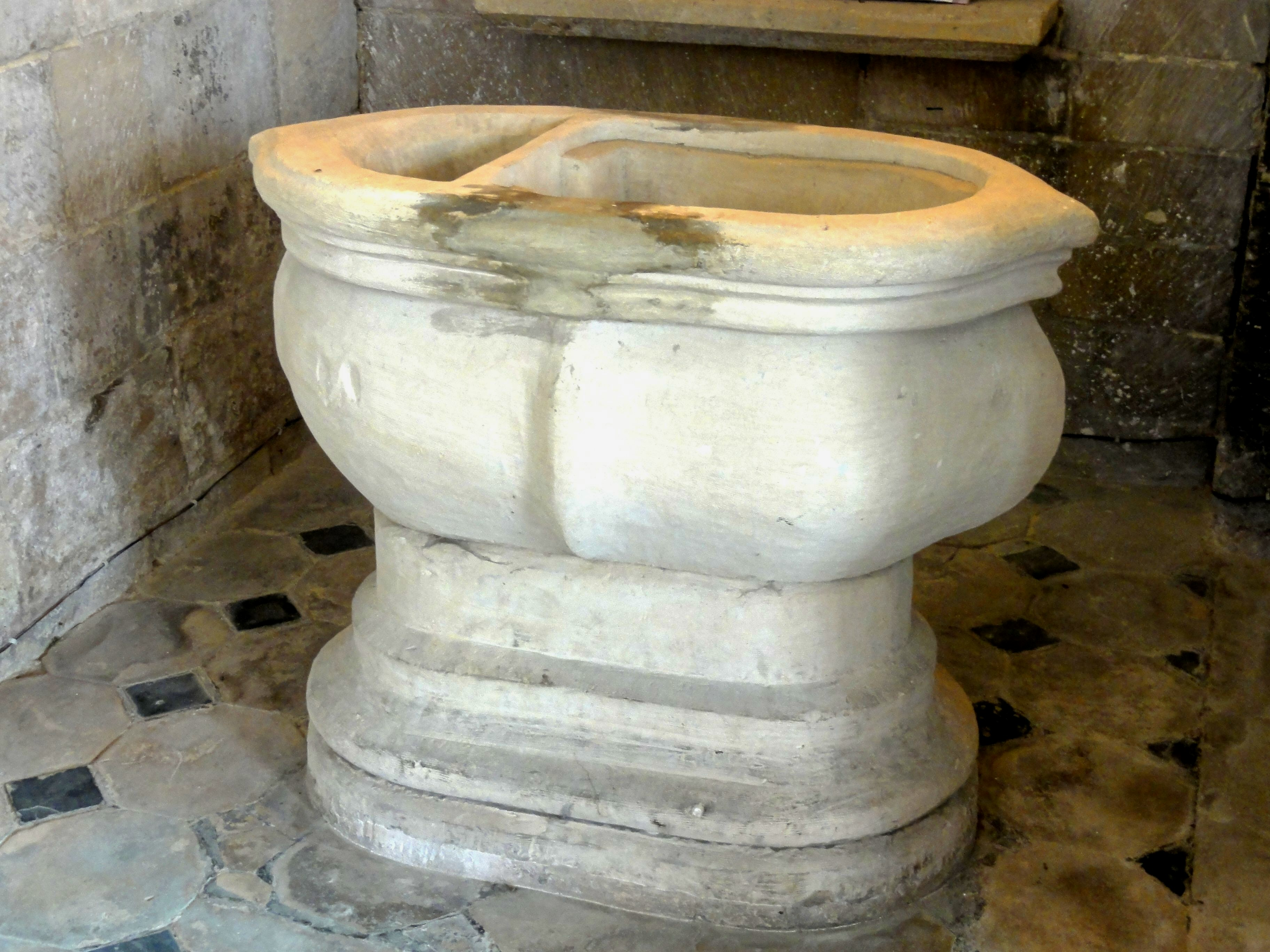
Taufbecken in Saint-Maximin

- Monuments historiques (Objekte) in Saint-Maximin (Oise) in der Base Palissy des französischen Kultusministeriums

Siehe auch: Taufbecken Saint-Maximin (Oise)